# Verrius Flaccus
Marcus Verrius Flaccus (né vers 55 av. J.-C., mort en 20 apr. J.-C.), est un savant érudit, historien, philologue, poète, grammairien et maître d'école (grammaticus) romain, exerçant sous les règnes d'Auguste et de Tibère.

## Éléments biographiques
Affranchi, on a pensé qu'il devait la liberté à Verrius Flaccus, une autorité en droit pontifical ; mais, pour des raisons chronologiques, on a suggéré le nom de Veranius Flaccus, qui écrivit sur les augures.
Ses méthodes d'enseignement lui valurent une telle réputation qu'il fut appelé à la cour pour élever Gaius et Lucius, petits-fils d'Auguste. Il y déménagea avec toute son école, et son salaire fut fort augmenté à la condition qu'il ne prendrait pas de nouveaux élèves.
Il mourut à un âge avancé sous le règne de Tibère, et une statue lui fut élevée à Préneste, dans une niche de marbre, avec des inscriptions tirées de ses Fastes.

« On voit sa statue à Préneste, dans la partie inférieure du forum ; près de l’hémicycle, où étaient inscrits, sur une table de marbre, les fastes, qu’il avait mis en ordre et publiés. »

— Suétone, De Grammaticis, 17, vers 113 ap. J.-C. (trad. M. Baudement, 1845).

## Œuvre

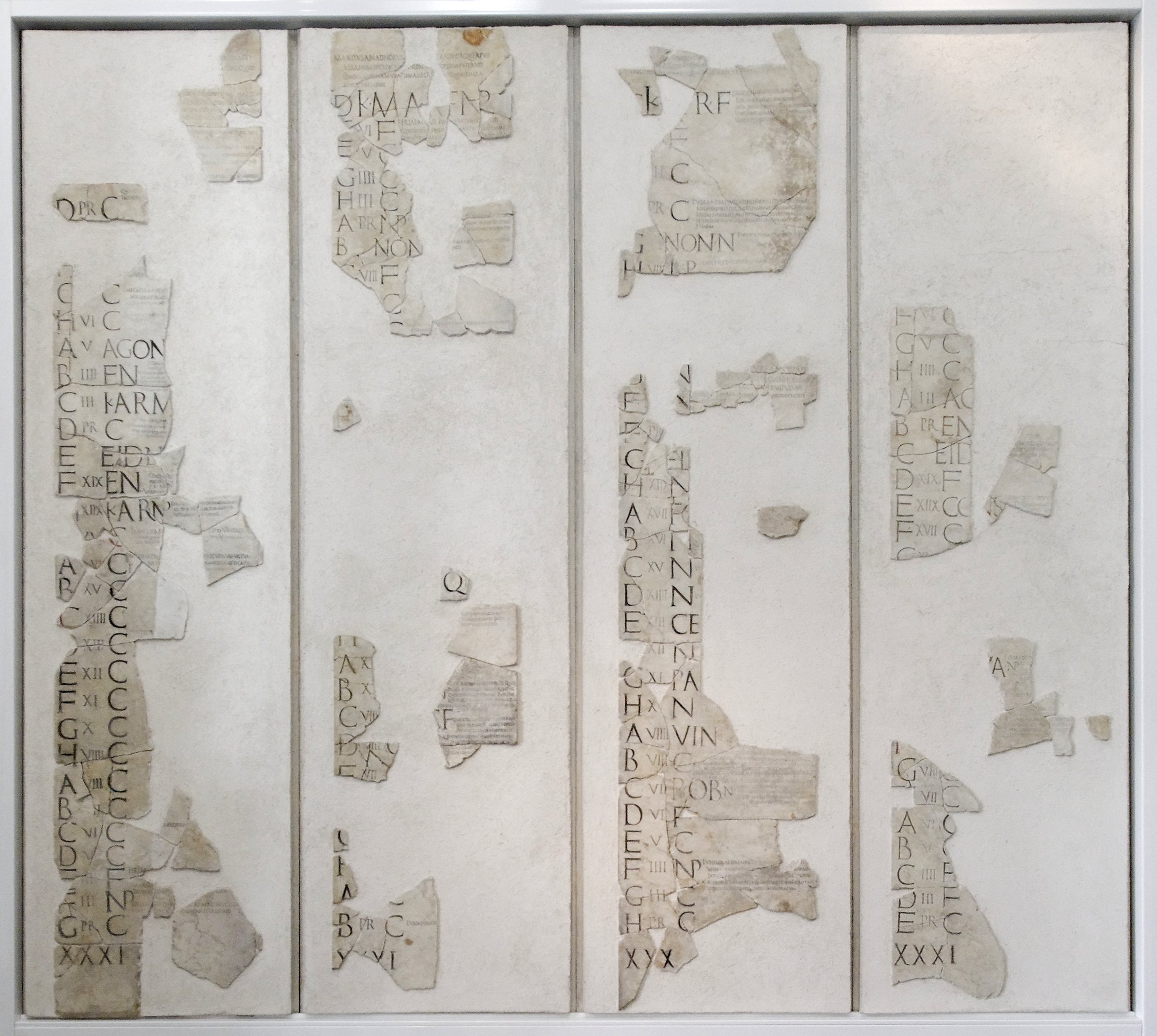
Le Fasti Praenestini (Musée national romain)

### De Verborum significatu
Verrius se distingua en philologie et à propos des questions relatives aux origines et à l'histoire de la langue latine.
Son traité De Verborum significatu (ou De Verborum significatione), abrégé par Festus Grammaticus dans De Significatione Verborum, n'est pas parvenu jusqu'à nous. Il est d'ailleurs à noter que l'ouvrage de Festus ne nous est lui-même parvenu que partiellement (sa deuxième moitié), de surcroît très mutilé, et fut lui-même abrégé par Paul Diacre.

### LeFasti Praenestini
Du calendrier des fêtes romaines, dit Fastes Prénestins (Fasti Praenestini), gravé dans le marbre et placé sur le forum de Préneste, Pier Francesco Foggini en découvrit quelques fragments (vers 1771) à une certaine distance de la ville elle-même dans un bâtiment chrétien de date plus tardive, puis quelques autres sur le forum lui-même (1778). Foggini les reconstitua et les publia en 1779 à Rome dans ses Fastorum anni romani a Verrio Flacco ordinatorum reliquiae.
Cet ensemble s'augmenta ultérieurement de deux nouveaux fragments,.

### Autres ouvrages
Parmi les autres ouvrages perdus de Verrius, on peut citer :
- De Orthographia : De Obscuris Catonis, élucidation de passages obscurs des écrits de Caton l'Ancien
- Saturnus, sur des questions de rite romain
- Rerum memoria dignarum libri, ouvrage encyclopédique beaucoup utilisé par Pline l'Ancien
- Res Etruscae, probablement sur les augures.

### Éditions

#### Fragments duDe verborum significatu
- (la) Sexti Pompei Festi De verborum significatu quae supersunt. Cum Pauli epitome, éd. par Wallace M. Lindsay (en), Leipzig, 1913 ; repr. Stuttgart, 1997 (Bibliotheca scriptorum graecorum et romanorum Teubneriana)  (ISBN 3-519-01349-5). Contient ce qui reste de l'abrégé par S. Pompeius Festus du traité "De verborum significatu" de M. Verrius Flaccus et l'épitomé  de l'abrégé complet par Paul Diacre.
- (la) Sexti Pompei Festi de Verborum significatu quae supersunt, cum Pauli [Diaconi] epitome. Pars I, éd. par Emil Thewrewk (1838-1917), Budapest, 1889 (en ligne).
- (la) Sexti Pompei Festi De verborum significatione quae supersunt, éd. par Karl Otfried Müller, Leipzig, 1839 (index des fragments de Verrius).

#### Éditions du calendrier desFastes Prénestins(inscription latine)
- (la) Inscriptiones Italiae, XIII, 2. Fasti anni Numani et Iuliani, éd. par Attilio Degrassi, 1963 = InscrIt XIII-02, 17 (avec restitution).Également publiée dans : CIL I2, p. 230–239 = EE-09, 00740 = AE 1898, 00014 = AE 1922, 00096 = AE 1953, +00236 = AE 1993, +00144 = AE 2002, +00181 = AE 2007, 00312 (selon la base Epigraphik-Datenbank Clauss-Slaby).
- (it) Giuseppe Gatti (1838-1914), « [Palestrina.] Di due nuovi frammenti del Calendario di Verrio Flacco, rinvenuti presso la città, e di altro frammento cbe appartiene ai fasti consolari prenestini », dans Atti della Reale Accademia dei Lincei. Memorie della Classe di scienze morali, storiche e filologiche, 5e sér., vol. 5, pt. 2, Rome, 1898 [Ottobre 1897], p. 421-424  (ISSN 1124-4984).

#### Autres fragments
- (la) Grammaticae romanae fragmenta. Volumen prius, éd. par Gino Funaioli (it), Leipzig, 1907, s. v. « M. Verrius Flaccus », p. 509-523 (Bibliotheca scriptorum graecorum et romanorum teubneriana) (en ligne) ; repr. Stuttgart, 1969.
- (la) Hermann Winther, De Fastis Verrii Flacci ab Ovidio adhibitis, dissertatio inauguralis philologica, Berlin, 1885 (en ligne).
- (la) M. Verrii Flacci fragmenta post editionem Augustinianam denuo collecta atque digesta. Fragmenta post editionem Augustinianam denuo collecta atque digesta, éd. par Émile Egger, Paris, 1839 (en ligne).

### Études

#### Études récentes
- (fr) Marie-Karine Lhommé, « Lectures traditionnelles et relectures augustéennes de la religion romaine : Verrius Flaccus, un antiquaire au service d'Auguste », dans Römische Religion im historischen Wandel. Diskursentmicklung von Plautus bis Ovid, sous la dir. de A. Bendlin et Jörg Rüpke, Stuttgart, 2009, p. 143-156  (ISBN 978-3-515-08828-2).
- (en + fr) Verrius, Festus & Paul : lexicography, scholarship, & society [Conférences à l'Institute of classical studies, Londres, juin 2002], sous la dir. de Fay Glinister et Clare Woods, Londres, 2007 (Bulletin of the Institute of classical studies. Supplement, 93)  (ISBN 978-1-905670-06-2) (présentation et bibliographie sommaire).
- (de) Peter Lebrecht Schmidt, « Verrius [1] M. V. Flaccus », dans Der Neue Pauly, 12/2, Stuttgart, 2002, p. 81-82.

#### Études anciennes
- (de) Georg Wissowa, « Fasti », dans Realencyclopädie der classischen Altertumswissenschaft, VI/2, 1909, col. 2015-2023 (en ligne [p. 122-124]).
- (en) John Sandys, A History of Classical Scholarship, 1, Cambridge, 1906 (index Verrius).
- (en) Henry Nettleship (en), « Verrius Flaccus » [1881], dans Lectures and Essays, Oxford, 1885, p. 201-247 (en ligne) ; « The study of latin grammar among the romans in the first century A.D. » [1886], dans Lectures and Essays, Oxford, 1895, p. 148-161 (en ligne).

#### Biographies anciennes
- (en) « Verrius Flaccus », dans Encyclopædia Britannica [détail de l’édition], 1911 (lire sur Wikisource). vol. 27, p. 1039 (en ligne).
- (fr) Léo Joubert, « Flaccus (Verrius) », dans Nouvelle biographie générale depuis les temps les plus reculés jusqu’à nos jours, 16, sous la dir. de Ferdinand Hoefer, 1856, col. 797-799 (en ligne).
- (fr) Valentin Parisot et Charles Weiss, « Verrius Flaccus (M.) », dans Biographie universelle ancienne et moderne, 37, sous la dir. de Louis-Gabriel Michaud, Paris, 1843, p. 238 (en ligne).